# フランシスコ・レイス・フェレイラ
フェロ（Ferro）こと、フランシスコ・レイス・フェレイラ（Francisco Reis Ferreira , 1997年3月26日 - ）は、ポルトガル・ポルト県オリヴェイラ・デ・アゼメーイス出身のサッカー選手。CFエストレラ・アマドーラ所属。ポジションはDF。

## クラブ経歴
2005年に地元のUDオリヴェイレンセのユースアカデミーに入所し、地域リーグのユースを転々とした後、2011年にSLベンフィカのユースアカデミーに入所。2016年1月に傘下のSLベンフィカBに昇格。同月31日のリーガプロ (2部リーグ)のUDオリヴェイレンセ戦でプロデビュー。以降Bチームの主力に定着。2019年1月にトップチームに昇格。2月10日のCDナシオナル戦でトップチームデビュー戦で先発で起用され、後半13分にはプロ初ゴールも決め10-0の大勝に貢献。以降先発に定着し、2018-19シーズンのプリメイラ・リーガ優勝に貢献。翌2019-20シーズンも26試合1得点を記録したものの、チームはFCポルトに覇権を奪われ2位で終了。2020-21シーズンはヤン・フェルトンゲンの加入で出場機会が減少していた。
2021年1月31日、バレンシアCFに2020-21シーズン終了までのローン移籍で加入したことが発表された。
2022年1月31日、HNKハイドゥク・スプリトにローン移籍で加入した。
2022年7月14日、SBVフィテッセにローン移籍で加入した。
2023年、ハイドゥク・スプリトに完全移籍で復帰した。

## 代表経歴
2013年から各ユース世代のポルトガル代表でプレーし、2014年はマルタで開催されたUEFA U-17欧州選手権2014にU-17代表で出場し、準決勝進出に貢献。2016年にはドイツで開催されたUEFA U-19欧州選手権2016にU-19代表で出場し、こちらも準決勝に進出した。

## タイトル

### クラブ
ベンフィカ
- プリメイラ・リーガ : 1回 (2018-19)
- スーペルタッサ・カンディド・デ・オリベイラ : 1回 (2019)

ハイドゥク・スプリト
- フルヴァツキ・ノゴメトニ・クプ : 2回 (2021-22, 2022-23)

### 個人
- UEFA U-17欧州選手権ベストイレブン : 1回 (2014)